# Теодоси Даскалов
Теодоси Петров Даскалов е български офицер (генерал от пехотата), министър на войната в периода от 24 януари 1938 до 11 април 1942 година. Екзекутиран от комунистическия режим на 1 февруари 1945 година след издадена смъртна присъда от т. нар. Народен съд.

## Биография
Теодоси Даскалов е роден на 2 септември 1888 г. в село Горско Сливово, Севлиевско. Внук е на просветния деец Бачо Киро – син на дъщеря му Димитра Бачо-Кирова. През 1907 година завършва Военното училище в София. Офицер от артилерията, той участва в Балканските войни и в Първата световна война като командир на батарея, а след това на отделение в Пети артилерийски полк.
През декември 1920 година Теодоси Даскалов е освободен от армията, но през ноември 1924 година е върнат на служба. През следващите години заема за кратко различни постове – главен редактор на военните издания, началник на отделение в генералния щаб, началник-щаб на Пети пехотен дунавски полк, командир на Пети артилерийски полк, преподавател и инспектор на класовете във Военното училище. През 1932 – 1934 година е военен аташе в Италия, а след връщането си в България става началник-щаб на Трета военноинспекционна област (1934 – 1935), командир на Пети пехотен дунавски полк (1935 – 1936) и началник на гарнизона в Плевен (1936 – 1938).
На 24 януари 1938 година Даскалов е избран за министър на войната във второто правителство на Георги Кьосеиванов и остава на този пост в следващите му кабинети, както и в първото правителство на Богдан Филов. Той е противник на влизането на България в Тристранния пакт, но на 1 март 1941 година с подписвнето на договора за това присъединяване генерал Даскалов издава заповед номер 82, според която Германия има право да внася в България оръжие без мито. В крайна сметка на 11 април 1942 година Даскалов е отстранен от Министерския съвет и е уволнен от армията с чин генерал от пехотата.
След Деветосептемврийския преврат през 1944 година Теодоси Даскалов е осъден на смърт от т.нар. Народен съд и е разстрелян на 1 февруари 1945 година в София, заедно с други видни държавни и обществени дейци.

## Военни звания
- Подпоручик (15 август 1907)
- Поручик (4 септември 1910)
- Капитан (1 ноември 1913)
- Майор (1918)
- Подполковник (3 октомври 1928)
- Полковник (30 януари 1930)
- Генерал-майор (6 май 1936)
- Генерал-лейтенант (3 май 1939)
- Генерал от пехотата (11 април 1942)

## Награди
- Орден „За храброст“ IV степен, 1-ви и 2-ри клас
- Орден „Св. Александър“ III степен без мечове и V степен с мечове
- Орден „За военна заслуга“ 1-ва степен

## Съчинения
- Артилерията в боя, София, 1937, Военна библиотека, кн. 95, 226 с.
- Подготовката на държавата за война, София 1943, 108 с.